# Арсалия, Эльвира Анатольевна
Эльвира Анатольевна Арсалия (род. 1978, Гудаута, Абхазская АССР, Грузинская ССР) — член правительства и министр культуры Республики Абхазия; член Союза Художников Абхазии, член Союза Дизайнеров России, лауреатка государственной премии им. Д. И. Гулия.

## Биография
Родилась в 1978 году в Гудауте.
Окончила факультет дизайна одежды Уфимского технологического института сервиса Московской академии сферы быта и услуг по специальности «художник-стилист».
Работала директором Центрального выставочного зала Союза художников Абхазии. В качестве художницы по костюму работала над оформлением спектаклей в Абхазском государственном драматическом театре: «Дочь солнца» Н. Тарба, «Яйцо» Эрдмана, «Если бы я мог» Ш. Чкадуа, «Берег неба» Т. Гуеро, «Вниз с горы Морган» А. Миллер.
Преподавала на кафедре ИЗО в Абхазском государственном университете.
15 октября 2014 года указом президента № 243 назначена министром культуры Республики Абхазия. 5 июня 2020 года покинула должность.
С 2020 года назначена директором Центрального выставочного зала Союза художников Республики Абхазии.
С 2012—2020 год автор телевизионного проекта на Абхазском государственном телевидении о истории изобразительного искусства «Тайны красоты».
С 2020 по 2021 год была автором телевизионных проектов «Культурный перекресток» и «История одной картины».
С 2020 года — руководитель Фонда развития социокультурных инициатив.
Работы хранятся в Государственной национальной картинной галерее Абхазии, в Абхазском государственном музее, в частных коллекциях России и дальнего зарубежья.

## Выставки
Автор ряда персональных выставок в Абхазии, участвовала в выставках в России, Франции, Иордании, Турции, Сирии, Германии.
Куратор и участник художественных выставок в Абхазии, Северном Кавказе, России, Турции, Германии, Франции. Автор проектов и персональных выставок по декоративно прикладному искусству
Персональные выставки
- 2001 «Размышления в цвете»
- 2003 «Неожиданные параллели»
- 2010 «Амизанцкы» — реконструкция абхазского национального женского костюма для верховой езды[2]

Групповые выставки
- 2006 участие в выставке абхазских художников в Нальчике
- 2008 «Связь поколений» выставка Союза художников Абхазии в Москве.
- 2012 участие в выставке в Гамбургском этнографическом музее
- 2014 участие в выставке в абхазском культурном центре в Стамбуле[3]
- 2014 участие в Фестиваля российского искусства в Каннах
- 2015 участие в выставочном проекте «Три цвета времени»
- 2015 участие в выставке абхазских художников в Северокавказском филиале государственного музея Востока
- 2018 «Три цвета времени» Арт-Центра Madina Saral’p, г Нальчик[4]

## Кураторские проекты
Выставка «Сухум. Праздник, который всегда с тобой». Представлена в Центральном выставочном зале Союза художников Абхазии. 3.07.2021-10.08.2021
Выставка «Художник. Время. Память». Представлена в Центральном выставочном зале Союза художников Абхазии. 23.09.2021- 15.10.2021
Выставка «Женский портрет». Представлена в Центральном выставочном зале Союза художников Абхазии. 3.03.2021- 25.03.2021
2021 Онлайн выставка «ИЗОляция — искусство»

## Телевизионные проекты
Автор телевизионных проектов, фильмов и телепередач, связанных с историей абхазского искусства:
С 2012—2020 год автор и ведущий телевизионного проекта на Абхазском государственном телевидении о истории изобразительного искусства «Тайны красоты».
2020—2021 год -соавтор телевизионных проектов «Культурный перекресток» и автор и ведущий телевизионного цикла «История одной картины»

## Награды
- 2002 — первое место в номинации «АРТ — дизайн» на конкурсе молодых дизайнеров Юга России «Модный сезон 2002»,
- второе место в номинации «Возрождение национального костюма» за коллекцию « Амизанцкы» на конкурсе «Этно Эрато» в г. Москва, Дом национальностей,
- 2003 — второе место на международном конкурсе дизайнеров « I.G.L.A.».
- В 2009 году стала лауреатом конкурса «лучший художник года».
- Лауреат Абхазской Государственной премии им. Д. И. Гулиа в области изобразительного искусства.
- 2020 — Награждена дипломом Федерального агентства Россотрудничество за активную деятельность по развитию международных, гуманитарных общественных связей проведение значимых мероприятий в сфере культуры образования
- Член Союза Художников Абхазии.